# يونفيرس ساندبوكس
{{بطاقة برمجية
| name                   = 
| logo                   = 
| image name             = 
| screenshot             = 
| caption                = 
| developer              = دان داكسيون ، كريستيان هيرولد ، إيريك هيلتون ، شاد جينكيس ، نعومي غولدينسون
| released               = مايو 2008
| latest release version = 2.2
| latest release date    = 1 أكتوبر 2012
| latest preview version = 
| latest preview date    = 
| operating system       = ويندوز
| platform               = الحاسب الشخصي
| genre                  = البرمجيات التعليمية
| license                = احتكاري إدارة العمل
| website                = الموقع الرسمي

يونفيرس ساندبوكس (بالإنجليزية: Universe Sandbox)‏ ، هي برنامج إلكتروني تعليمي من الخيال العلمي، طورت من قبل الأمريكيين والألمان، أنتجت اللعبة سنة 2008م وتعمل حصراً على نظام ويندوز، وتتمحور اللعبة حول الكواكب والمجرات والأقمار، إذ يمكنك فعل ما شئت بأي جرم فضائي.)